# Gugyeol
Il gugyeol (구결?, 口诀?, KugyŏlMR) è un antico sistema di scrittura usato in Corea prima dell'invenzione dell'alfabeto per facilitare la lettura dei testi scritti in cinese classico.
Veniva principalmente usato durante la dinastia Joseon, quando la lettura di testi classici in cinese svolgeva un ruolo molto importante nella società. Nel sistema gugyeol, il testo in cinese non veniva modificato, ma venivano solo aggiunti dei segni, abbreviazioni o semplificazioni dei sinogrammi per rendere più facile e scorrevole la lettura. Il lettore procedeva quindi a leggere la frase, scritta in ordine cinese (soggetto-verbo-oggetto), seguendo l'ordine coreano (soggetto-oggetto-verbo).

## Etimologia
Il termine gugyeol può essere tradotto come "separazione delle frasi", riferito probabilmente alla separazione delle frasi scritte in caratteri cinesi. Il termine origina probabilmente dagli hanja usati per trascrivere la frase coreana ipgyeot (입겿?), che ha un significato simile. A volte ci si riferisce al gugyeol con i termini to (토?, 吐?) o hyeonto (현토?, 懸吐?), in quanto anche to è usato per indicare gli affissi morfologici, oppure con la parola seogui (석의?, 釋義?; lett. "Interpretazione dei classici").

## Storia
La nascita di questo sistema è attestata all'XI secolo, nel primo periodo della dinastia Goryeo, ma esisterebbero delle prove ancora più antiche, risalenti al VII secolo. In questo periodo, certi caratteri in hanja erano usati (insieme a simboli speciali) per esprimere suoni coreani attraverso il proprio significato. Per esempio, la sillaba 잇 (it) era scritta con il carattere 有, siccome quest'ultimo aveva il significato coreano di 있다 (itda). Questo metodo venne sostituito nella tarda dinastia Goryeo, dove i sinogrammi venivano usati in base al loro suono. Molti classici confuciani, compreso il Classico dei Versi, erano trascritti in gugyeol. Anche in ambienti buddhisti era molto diffuso l'uso di questo sistema di semplificazione della lettura. Anche dopo l'invenzione dell'alfabeto, questo sistema continuò ad essere usato occasionalmente soprattutto in ambienti confuciani, sempre per rendere in una forma leggibile i testi classici.
Il gugyeol è distinto da altri sistemi che l'hanno preceduto, come idu e hyangchal. Il gugyeol usava dei segni per far individuare il corretto ordine coreano della frase in modo da aiutare il lettore a capire i testi in cinese. Idu e hyangchal cercavano prevalentemente di rendere il coreano vernacolare in hanja., mentre il gugyeol cercava di applicare distorsioni minime ai testi cinesi.